# Lijst van vlaggen van Nepal
Dit is een lijst van vlaggen van Nepal.

## Nationale vlag (perFIAV-codering)
|          | Civiele vlag | Staatsvlag | Oorlogsvlag |
| -------- | ------------ | ---------- | ----------- |
| Te land  | · ?          | · ?        | · ?         |
| Te water | · ?          | · ?        | · ?         |

## Vlaggen van politieke partijen
| Vlag | Periode | Functie                                                                         | Beschrijving |
| ---- | ------- | ------------------------------------------------------------------------------- | --- |
|      |         | Vlag van de Communistische Partij van Nepal (Verenigd Marxistisch-Leninistisch) | Een rode vlag met linksboven een witte hamer en sikkel.                                                                                                |
|      |         | Vlag van de Nationaal Democratische Partij (Rastriya Prajatantra Party, RPP)    | Vier even hoge horizontale banen in de kleuren lichtblauw, wit, groen en geel. In sommige varianten staat het partijembleem in het midden van de vlag. |

## Vlaggen van afscheidingsbewegingen
| Vlag | Periode | Functie                                        | Beschrijving |
| ---- | ------- | ---------------------------------------------- | ------------ |
|      |         | Vlag van het Gorkha Nationaal Bevrijdingsfront |              |